# Entedon hestia
Entedon hestia är en stekelart som först beskrevs av Walker 1839.  Entedon hestia ingår i släktet Entedon och familjen finglanssteklar. Inga underarter finns listade i Catalogue of Life.